# Heikki Liimatainen
Heikki Liimatainen (Karstula, 14 de março de 1894 – Porvoo, 24 de dezembro de 1980) foi um atleta finlandês especialista no cross-country que participou dos Jogos Olímpicos de Verão de 1920 e de 1924, ganhando duas medalhas de ouro e uma de bronze.